# Lisków
Lisków (deutsch Liszkow, 1943–1945 Schönort) ist ein Dorf und Sitz der gleichnamigen Gemeinde im Powiat Kaliski der Woiwodschaft Großpolen, Polen.

## Gemeinde
Zur Landgemeinde Lisków gehören folgende Ortsteile mit einem Schulzenamt:
| Annopol Budy Liskowskie Chrusty Ciepielew-Józefów (1943–1945 Scheplau-Jahnsdorf) Koźlątków Lisków (1943–1945 Schönort) Lisków-Rzgów Madalin (1943–1945 Madalenen) Małgów (1943–1945 Allendorf) Nadzież | Pyczek (1943–1945 Preußenecke) Strzałków (1943–1945 Pfeilhagen) Swoboda Trzebienie (1943–1945 Trieben) Wygoda (1943–1945 Frohenheide) Zakrzyn (1943–1945 Saken) Zakrzyn-Kolonia (1943–1945 Saken-Kolonie) Żychów (1943–1945 Zichau) |

## Persönlichkeiten
- Jerzy Dąbrowski (1931–1991), römisch-katholischer Geistlicher, Weihbischof in Gniezno
- Hans-Hubert Borchert (1944–2014), deutscher Biologe und Hochschullehrer